# Козенс, Танги
Танги Жеральд Козенс (фр. Tanguy Gérald Cosyns; род. 29 июня 1991, Брюссель) — бельгийский хоккеист на траве, нападающий клуба «Расинг Брюссель» и национальной сборной Бельгии. Серебряный призёр Олимпийских игр.

## Клубная карьера
Танги начал заниматься хоккеем в 4 года в клубе «Роял Даринг». Он дебютировал во взрослой команде в 16 лет, и сразу выиграл национальный чемпионат в категории до 18 лет в 2009 году. Затем он перешёл в команду «Ватерлоо Дакс», с которой выиграл два национальных титула в 2012 и 2013 годах. После этого он вернулся в свой первый клуб в карьере. В 2015 году команда Козенса вышла в «Финал четырех» Еврохоккейной лиги.
В 2018 году он стал играть в чемпионате Нидерландов, присоединившись к клубу HGC (в чемпионате Нидерландов занял 3-е место и получил путёвку в Еврокубок), а затем перешёл в «Амстердамсе». Перед пандемией COVID-19 Танги Козенс отличился 17 голами за клуб. После трех сезонов в Нидерландах он вернулся в Бельгию и присоединился к брюссельскому «Расингу». Он оформил хет-трик во втором матче финала чемпионата 2021/2022 годов, а «Расинг» стал чемпионом.

## Международная карьера
Принял участие на Олимпийских играх 2016 года в Рио-де-Жанейро, где стал серебряным призёром.

## Личная жизнь
В 2017 году он был вынужден восстанавливаться от травмы крестообразной связки, и перенёс операцию В период восстановления Козенс занимался развитием бренда.